# Sphenoclypeana parana
Sphenoclypeana parana is een halfvleugelig insect uit de familie schuimcicaden (Cercopidae). De wetenschappelijke naam van deze soort is voor het eerst geldig gepubliceerd in 1909 door Distant. Zoals de wetenschappelijke naam doet vermoeden, komt deze soort voor in de Braziliaanse staat Paraná.